# جيمس ماركوس
جيمس ماركوس (بالإنجليزية: James Marcus)‏ هو ممثل بريطاني، ولد في 23 يونيو 1942 في المملكة المتحدة.

## أعمال

### أفلام
- (1928) في أريزونا القديمة
- (1971) برتقالة آلية[1]

## وصلات خارجية
- جيمس ماركوس على موقع IMDb (الإنجليزية)
- جيمس ماركوس على موقع قاعدة بيانات الفيلم (الإنجليزية)